# Real Zaragoza 2019-2020
Questa voce raccoglie le informazioni riguardanti il Real Zaragoza nelle competizioni ufficiali della stagione 2019-2020.

## Maglie e sponsor[1]
| Casa | Trasferta |

Sponsor ufficiale: Caravan Fragancias
Fornitore tecnico: Adidas

## Rosa
Rosa aggiornata al 4 marzo 2020.
| N. |                     | Ruolo | Calciatore       |
| -- | ------------------- | ----- | ---------------- |
| 1  | Spagna (bandiera)   | P     | Cristian Álvarez |
| 2  | Spagna (bandiera)   | D     | Carlos Vigaray   |
| 3  | Colombia (bandiera) | C     | Daniel Torres    |
| 5  | Marocco (bandiera)  | D     | Jawad El Yamiq   |
| 6  | Spagna (bandiera)   | D     | Alberto Guitián  |
| 7  | Spagna (bandiera)   | A     | Miguel Linares   |
| 8  | Spagna (bandiera)   | A     | André Pereira    |
| 9  | Spagna (bandiera)   | C     | Alberto Soro     |
| 10 | Spagna (bandiera)   | C     | Javi Ros         |
| 11 | Spagna (bandiera)   | A     | Javi Puado       |
| 12 | Nigeria (bandiera)  | C     | James Igbekeme   |
| 13 | Spagna (bandiera)   | P     | Álvaro Ratón     |
| 14 | Spagna (bandiera)   | C     | Raúl Guti        |
| 15 | Spagna (bandiera)   | A     | Álex Blanco      |
| 16 | Spagna (bandiera)   | C     | Íñigo Eguaras    |

| N. |                               | Ruolo | Calciatore                 |
| -- | ----------------------------- | ----- | -------------------------- |
| 17 | Spagna (bandiera)             | D     | Carlos Nieto               |
| 18 | Spagna (bandiera)             | D     | Pichu Atienza              |
| 20 | Spagna (bandiera)             | A     | Burgui                     |
| 21 | Spagna (bandiera)             | C     | Alberto Zapater (capitano) |
| 22 | Spagna (bandiera)             | D     | Julián Delmás              |
| 23 | Giappone (bandiera)           | C     | Shinji Kagawa              |
| 27 | Spagna (bandiera)             | D     | Enrique Clemente           |
| 28 | Spagna (bandiera)             | A     | Marcos Baselga             |
| 30 | Guinea Equatoriale (bandiera) | C     | Jannick Buyla              |
| 33 | Spagna (bandiera)             | C     | Marc Aguado                |
| 37 | Spagna (bandiera)             | A     | Ahmed Belhadji             |
| 38 | Spagna (bandiera)             | D     | Andrés Borge               |
| 39 | Spagna (bandiera)             | D     | Alejandro Francés          |
|    | Ghana (bandiera)              | A     | Raphael Dwamena            |